# Onthophagus birugatus
Onthophagus birugatus là một loài bọ cánh cứng trong họ Bọ hung (Scarabaeidae).